# Sergio Rodríguez Martínez
Sergio Rodríguez Martínez (* 26. Juli 1978 in Logroño) ist ein ehemaliger spanischer Fußballspieler und heutiger -trainer.

## Spielerkarriere

### UE Lleida
Der aus Logroño stammende Mittelfeldspieler Sergio Rodríguez Martínez startete seine Karriere als Fußballer 2000 beim Amateurclub CF Balaguer. Nach einem Jahr wechselte er zum in der Segunda División B spielenden Traditionsclub UE Lleida, wo er die folgenden fünf Jahre spielte. Mit den Katalanen erreichte er 2003/2004 den Aufstieg in die Segunda División, musste mit seinem Club nach zwei Jahren jedoch den Abstieg in die Drittklassigkeit hinnehmen.

### Die letzten Jahre
Sergio Rodríguez, der als Stammspieler auch in der 2. Liga überzeugen konnte, blieb jedoch nicht bei seinem Verein, sondern ging zum Erstliga-Absteiger FC Cádiz. Bei den Andalusiern hatte er jedoch im ersten halben Jahr einen schweren stand, weshalb er zunächst wieder an Lleida verliehen wurde. Dort fand er zu alter Stärke zurück, weshalb er im Sommer 2007 einen Vertrag bei Deportivo Alavés bekam. Bei den Basken wurde er auf Anhieb Stammspieler. Nach einem Jahr wechselte er zu Ligakonkurrent Real Sociedad San Sebastián. Dort war er zu Beginn der Saison 2008/09 ebenfalls Stammkraft, verlor diesen Status aber und saß meist auf der Ersatzbank. Dies änderte sich auch in der folgenden Spielzeit 2009/10 nicht, an deren Ende seine Mannschaft in die Primera División aufstieg. Sein Vertrag wurde im Sommer 2010 nicht verlängert. Rodríguez war einige Monate ohne Verein, ehe er Anfang Dezember 2010 bei UD Logroñés anheuerte. Dort spielte er bis zu seinem Karriereende im Jahr 2013 in der Segunda División B.

## Trainerkarriere
Nach dem Ende seiner aktiven Laufbahn arbeitete Rodríguez als Fußballlehrer. Zunächst betreute er die U-19 seines früheren Vereins UD Logroñés. Nachdem er im November 2016 bereits einige Tage als Interimstrainer gearbeitet hatte, löste er im März 2017 Rafael Berges als Cheftrainer in der Segunda División B ab.

## Erfolge
- 2003/04 – Aufstieg in Segunda División mit UE Lleida.
- 2009/10 – Aufstieg in Primera División mit Real Sociedad San Sebastián.